# Arturo Carretero
Arturo Carretero y Sánchez (Santiago de Compostela, mediados del siglo XIX-Madrid, 1903) fue un xilógrafo y grabador español.

## Biografía
Nacido en Santiago de Compostela a mediados del siglo XIX, se desempeñó como xilógrafo, siendo uno de los más importantes en España en su época en esta disciplina. A lo largo de la segunda mitad del siglo XIX realizó un elevado número de grabados en diversas publicaciones periódicas, sin embargo se vio afectado por la sustitución del grabado en madera por métodos de fotograbado, teniendo que vivir sus últimos días trabajando como dibujante. Falleció en Madrid el 4 de noviembre de 1903.